# Саймон Грін
Саймон Річард Грін (англ. Simon Richard Green, 25 серпня 1955 року, Бредфорд-он-Ейвон) — англійський письменник, що пише у жанрах наукової фантастики та міського фентезі. Найвідоміші його твори — серії романів «Мисливець за смертю», «Гок і Фішер», «Темна сторона».

## Біографія
Саймон Грін народився 25 серпня 1955 року в містечку Бредфорд-он-Ейвон в англійському графстві Вілтшир. Вивчав історію та літературу в університеті Лестера, де у 1978 році здобув ступінь магістра мистецтв із сучасної британської та американської літератури.
Письменницьку діяльність Грін почав ще у студентські часи, 1973 року. У 1976 році він продав своє перше оповідання, Manslayer, яке, втім, надрукували значно пізніше. Першим опублікованим твором Саймона Гріна стало оповідання Awake, Awake, Ye Northern Winds, видане у 1979 році, його наслідували кілька публікацій у напівпрофесійних виданнях, проте після цього настав довгий період невдач, усі видавництва відмовлялися від рукописів Гріна, які він їм надсилав. З середини 1980-х років Саймон Грін не мав постійної роботи, аж поки у 1988 році не влаштувався у книгарню «Більбо» в місті Бат. Через кілька днів після цього він одержав пропозицію від одного видавця щодо друку двох романів, які Грін відправив йому кілька років тому. Незабаром Саймон Грін підписав із цим видавцем контракт на сім романів із серії «Гок і Фішер», а у 1989 році — на ще два романи.
Того ж 1989 року Саймон Грін дістав замовлення на створення новелізації майбутнього фільму «Робін Гуд: Принц злодіїв» із маловідомим на той час Кевіном Костнером, права на новелізацію були передані усього за 4 % відрахувань. Однак фільм став справжнім кінохітом, а книга Саймона Гріна — бестселером, розійшовшись тиражом більш ніж 370 000 екземплярів.
З 1990 року Саймон Грін написав десятки романів та оповідань, ставши одним із найплідніших британських письменників у жанрі фантастики. Першою успішною серією романів стала серія «Мисливець за Смертю», написана у жанрі наукової фантастики/космічної опери. У 2000-х вийшла низка популярних творів у жанрі міського фентезі.
Саймон Грін мешкає у рідному місті Бредфорд-он-Ейвон у Вілтширі, де продовжує письменницьку діяльність.

## Творчість
Саймон Грін пише переважно у жанрах космічної опери (серія «Мисливець за смертю») та фентезі, зокрема, міського (серії «Гок і Фішер», «Темна сторона»). Дія більшості творів проходить в однаковому вигаданому всесвіті, і хоча різні серії романів мають свої окремі сюжетні лінії, в них часто можна зустріти короткі кросовери, фактично, камео. Так, в середині серії «Гок і Фішер» виявляється, що головні герої — це принц Руперт і принцеса Джулія з роману «Схід Блакитного місяця» (серія «Лісове королівство»), у серії «Темна сторона» часто згадуються так звана вулиця Богів (одна з вулиць Гевена, місця дії романів серії «Гок і Фішер») і місто Шедоуз-Фолл, місце дії позасерійного роману «Місто, де помирають тіні». Незважаючи на ці кросовери, твори Саймона Гріна, за деякими винятками, можна розділити на декілька окремих серій та позасерійних романів.
Твори Саймона Гріна перекладені німецькою, французькою, іспанською, італійською, китайською, російською, польською, болгарською, чеською, литовською, фарсі.

#### Серія Deathstalker (укр.Мисливець за Смертю)
- Deathstalker (Лондон, вид-во «Gollancz», 1995)[К 1].
- Deathstalker Rebellion (Лондон, вид-во «Vista», 1996)[К 2].
- Deathstalker War (Лондон, вид-во «Gollancz/Vista», 1997)[К 3].
- Deathstalker Honour (Лондон, вид-во «Gollancz/Vista», 1998)[К 4].
- Deathstalker Destiny (Лондон, вид-во «Orion/Millennium», 1999)[К 5].
- Deathstalker Legacy (2003)
- Deathstalker Return (Нью-Йорк, вид-во «Roc», 2004, ISBN 0-451-42821-8)
- Deathstalker Coda (2005)

Серія є своєрідною пародією на космічні опери 1950-х років. Головний герой, лорд Оуен, очолює клан так званих Мисливців за Смертю, будучи, на відміну від своїх жорстоких і кровожерливих предків, суто миролюбною людиною. Коли володарка Імперії Тисячі Сонць Лайонстон XIV оголосила його поза законом і засудила на смерть, лордові Оуену доводиться виправдати свою приналежність до клана Мисливців за Смертю і очолити найбільше повстання в Імперії.

#### Серія Twilight of the Empire (укр.Занепад Імперії)
- Mistworld (Нью-Йорк, вид-во «Ace», вересень 1992; Лондон, вид-во «Gollancz», листопад 1992)[К 6].
- Ghostworld (Нью-Йорк, вид-во «Ace», березень 1993; Лондон, вид-во «Gollancz», вересень 1993)[К 7].
- Hellworld (Нью-Йорк, вид-во «Ace», вересень 1993; Лондон (перероблене видання), вид-во «Gollancz», грудень 1995)[К 8].

Приквел серії «Мисливець за Смертю», дія романів розвивається у тому ж Всесвіті, де править Імперія Тисячі Сонць, проте із різними персонажами. Сюжет кожного з трьох романів будується навколо таємничої віддаленої планети: у першому романі — це повстанська планета, яку прагне захопити Імперія, у другому — таємнича планета, засаджена металевою рослинністю і у давнину населена дивною расою телепатів, у третьому — віддалена недосліджена планета, де існувала нелюдська цивілізація, яка зникла загадковим чином. У всіх романах ключовим моментом є зіткнення двох цивілізацій — Імперії та відповідної планети.

#### Серія Forest Kingdom (укр.Лісове королівство)
- Blue Moon Rising (Нью-Йорк, вид-во «Penguin/Roc», травень 1991; Лондон, вид-во «Gollancz», вересень 1991)[К 9].
- Blood and Honour[К 10] (Лондон, вид-во «Gollancz», червень 1992; Нью-Йорк, вид-во «Penguin/Roc», травень 1993)[К 11].
- Down Among the Dead Men (Лондон, вид-во «Gollancz», вересень 1993; Нью-Йорк, вид-во «Penguin/Roc», грудень 1993)[К 12].
- Beyond the Blue Moon[К 13] (2000, ISBN 0-575-07045-5)[К 14]
- Once in a Blue Moon (вид-во «Roc», січень 2014; ISBN 978-0451414663).

Серія написана у жанрі класичного фентезі. Дія романів розгортається у вигаданому Лісовому королівстві до, під час і після Війни Демонів, викликаної появою Блакитного місяця, який посилює у світі Дику магію і уповні може змінити існуючу реальність та знищити цивілізацію. Історія головних героїв першого роману, «Схід Блакитного місяця», продовжується у серії «Гок і Фішер».

#### Серія Hawk and Fisher (укр.Гок і Фішер)
- Hawk & Fisher[К 15] (Нью-Йорк, вид-во «Ace», вересень 1990; Лондон, вид-во «Headline», серпень 1990)[К 16].
- Hawk & Fisher: Winner Takes All[К 17] (Нью-Йорк, вид-во «Ace», січень 1991; Лондон, вид-во «Headline», лютий 1991)[К 18].
- Hawk & Fisher: The God Killer (Нью-Йорк, вид-во «Ace», червень 1991; Лондон, вид-во «Headline», вересень 1991)[К 19].
- Hawk & Fisher: Wolf in the Fold[К 20] (Нью-Йорк, вид-во «Ace», вересень 1991; Лондон, вид-во «Headline», березень 1992)[К 21].
- Hawk & Fisher: Guard Against Dishonor[К 22] (Нью-Йорк, вид-во «Ace», грудень 1991; Лондон, вид-во «Headline», червень 1992)[К 23].
- Hawk & Fisher: The Bones of Haven[К 24] (Нью-Йорк, вид-во «Ace», березень 1992; Лондон, вид-во «Headline», жовтень 1992)[К 25].

Книги з цієї серії написані у жанрі детективного фентезі з елементами стімпанка, та є своєрідним продовженням серії «Лісове королівство». Дія серії розгортається у приморському місті Гевен (укр. гавань, притулок), оточеному Низинними королівствами, північною частиною яких є Лісове королівство. Місто населене різноманітними демонами, чаклунами, злодіями та корупціонерами, а закон представляє Варта, найвидатнішими воїнами якої є капітани (та одночасно подружжя) Хок та Фішер, про яких кажуть, що вони єдині Вартові, які не беруть хабарів. Світ Гевена — фантастична суміш стилів часів Середньовіччя, Відродження та промислової революції.
У 1999 році серію перевидали у вигляді двох збірок: «Swords of Haven» (книги 1—3) та «Guards of Haven» (книги 4—6).

#### Серія Nightside (укр.Темна сторона)
- Something from the Nightside (Нью-Йорк, вид-во «Ace», 2003)[К 28]
- Agents of Light and Darkness (Нью-Йорк, вид-во «Ace», 2003)[К 29]
- Nightingale's Lament (Нью-Йорк, вид-во «Ace», 2004)[К 30]
- Hex and the City[К 31] (Нью-Йорк, вид-во «Ace», 2005)[К 32]
- Paths Not Taken (Нью-Йорк, вид-во «Ace», вересень 2005)[К 33]
- Sharper than a Serpent's Tooth (Нью-Йорк, вид-во «Ace», 28 лютого 2006)[К 34]
- Hell to Pay (Нью-Йорк, вид-во «Ace», 27 грудня 2006)[К 35]
- The Unnatural Inquirer[К 36] (Нью-Йорк, вид-во «Ace», 2 січня 2008)[К 37]
- Just Another Judgement Day (Нью-Йорк, вид-во «Ace», 6 січня 2009)[К 38]
- The Good, the Bad, and the Uncanny[К 39] (Нью-Йорк, вид-во «Ace», 5 січня 2010)
- A Hard Day's Knight[К 40] (Нью-Йорк, вид-во «Ace», 4 січня 2011)
- The Bride Wore Black Leather (Нью-Йорк, вид-во «Ace», 3 січня 2012, ISBN 1-937007-13-8) — офіційно остання книга серії[6].
- Tales From the Nightside (Нью-Йорк, вид-во «Ace», 6 січня 2015) — збірка оповідань.

Серія написана у жанрі міського (урбаністичного) фентезі. За сюжетом під людським, звичним Лондоном існує його темний двійник — Темна Сторона, куди можна потрапити через лондонське метро. Це темний, небезпечний, жорстокий світ, населений демонами, богами, чаклунами, фантастичними істотами, де може статися все, що тільки може уявити людина, та навіть більше. Головний герой — Джон Тейлор, талановитий детектив і вельми сильний маг, «фішкою» якого є вміння знаходити будь-які речі та людей. Він давно полишив Темну Сторону і мешкає в Лондоні, проте чи не кожне його розслідування змушує його повертатися у світ Темної Сторони.
У деяких книгах серії деякі сцени відбуваються на вулиці Богів, місці дії другого та третього романів серії «Гок і Фішер», самі Гок і Фішер змальовані як безіменні, проте добре впізнавані відвідувачі одного з барів на Темній Стороні. Також можна зустріти посилання на персонажів серії «Мисливець за Смертю» та згадки про місто Шедоуз-Фолл, головну локацію роману «Місто, де помирають тіні».
У 2006 році перші три книги серії вийшли збіркою A Walk on the Nightside.
Своєрідним продовженням серії «Темна Сторона» стали серії «Ghost Finders» і «Secret History», сюжети яких розгортаються у тому ж всесвіті.

#### Серія Ghost Finders (укр.Шукачі привидів)
- Ghost of a Chance[К 41] (серпень 2010)
- Ghost of a Smile (серпень 2011)
- Ghost of a Dream (серпень 2012)
- Spirits From Beyond (серпень 2013)
- Voices From Beyond (26 серпня 2014)
- Forces From Beyond (25 серпня 2015)

Серія розповідає про пригоди команди шукачів привидів з Інституту Карнацького (англ. Carnacki Institute). Офіційно завершена шостою книгою у серпні 2015 року.
У 2013 році вийшов фільм жахів Judas Ghost, створений на основі серії романів «Шукачі привидів». Автором сценарію став Саймон Грін.

#### Серія Secret History (укр.Таємна історія)
- The Man with the Golden Torc[К 42] (Велика Британія: 17 травня 2007; США: 5 червня 2007)
- Daemons Are Forever[К 43] (США: 3 June 2008)
- The Spy Who Haunted Me[К 44] (Велика Британія: 12 квітня 2009; США: 2 червня 2009)
- From Hell with Love[К 45] (США: 1 червня 2010)
- For Heaven's Eyes Only[К 46] (США: 7 червня 2011)
- Live and Let Drood[К 47] (США: 5 червня 2012)
- Casino Infernale[К 48] (США: 4 червня 2013)
- Property of a Lady Faire[К 49] (3 червня 2014)
- From a Drood to a Kill[К 50] (2 червня 2015)
- Dr. DOA[К 51] (США: 7 липня 2016)
- Moonbreaker[К 52] (6 червня 2017)
- Night Fall[К 53] (12 червня 2018) — офіційно заключна книга серії.

Серія книг розповідає про таємного суперагента на ім'я Едді Дрод, більш відомого як Шаман Бонд. Він представник старовинної родини, яка тисячоліттями захищає Землю від темних сил. Назви усіх романів серії мають алюзії на книги та/або фільми про Джеймса Бонда. У серії зустрічаються персонажі інших серій Саймона Гріна, «Мисливець за смертю», «Темна Сторона», «Гок і Фішер», а в книзі Night Fall дія розгортається на Темній Стороні, тим самим логічно об'єднуючи дві серії романів.

#### Серія Ishmael Jones (укр.Ішмаель Джонс)
- The Dark Side of the Road (травень 2015)
- Dead Man Walking (травень 2016)
- Very Important Corpses: An Ishmael Jones mystery (березень 2017)
- Death Shall Come (вересень 2017)
- Into the Thinnest of Air (березень 2018)

Стиль романів цієї серії можна охарактеризувати як детектив жахів. Головний герой — детектив Ішмаель Джонс, який береться за розслідування справ, де, окрім звичного злочину, присутні прокляття, чаклунство і паранормальні явища.

#### Окремі твори
- Robin Hood: Prince of Thieves (новелізація однойменного фільму)
- Shadows Fall[К 54] (1994) — дія книги розгортається у таємничому місті Шедоуз-Фол, куди приходять жити та помирати забуті книжкові та кінематографічні персонажі, казки, які ніхто вже не читає, іграшки, якими ніхто вже не грається. Але якось у місті починають коїтися дивні та дуже жахливі речі…
- Drinking Midnight Wine (2002) — Тобі Декстер, продавець у книжковому магазині, живе звичайним і досить нудним життям, а ж поки одного вечора він не зустрічає у поїзді красиву жінку, яка відкрила двері. Двері, яких за мить до того не було зовсім.
- The Pit of Despair (повість, 2012) — розорений після низки невдач пірат Варлес, капітан корабля «Помста», шукає скарб капітана Вогнеборода. У цьому з ним конкурує його давній ворог, капітан Шаттерхенд.

#### Оповідання
- «Awake, Awake, Ye Northern Winds» (1979), збірка Swords Against Darkness V[8]
- «Soulhunter» (1982), Fantasy Macabre 3
- «In the Labyrinth» (зима 1983), Fantasy Tales, v6 #12
- «Death is a Lady» (1997), Dancing with the Dark
- «Richard Evans — Remembered» (січень 1998), The Alien Has Landed #5
- «Manslayer» (2000), збірка Swords Against the Millennium[9]
- «The Nightside, Needless to Say» (жовтень 2004), антологія Powers Of Detection[10]
- «Razor Eddie's Big Night Out» (липень 2006), часопис Cemetery Dance #55[11]
- «Lucy, at Christmastime» (жовтень 2008), антологія Wolfsbane and Mistletoe[12]
- «Appetite for Murder» (грудень 2008), антологія Unusual Suspects[13]
- «The Difference a Day Makes» (січень 2009), антологія Mean Streets[14]
- «Some of These Cons Go Way Back» (червень 2009), часопис Cemetery Dance #60[15]
- «Food of the Gods» (серпень 2009), антологія Dark Delicacies III: Haunted[16]
- «He Said, Laughing» (вересень 2010), антологія Living Dead 2[17]
- «Street Wizard» (листопад 2010), антологія The Way of the Wizard[18][К 55]
- «The Spirit of the Thing» (березень 2011), збірка Those Who Fight Monsters[19]
- «It's All In the Rendering» (серпень 2011), антологія Home Improvement: Undead Edition[20]
- «Jesus and Satan Go Jogging in the Desert» (вересень 2011), антологія The Monster's Corner[21]
- «Hungry Heart» (жовтень 2011), антологія Down These Strange Streets[22]
- «Down and Out in Dead Town», антологія 21st Century Dead: A Zombie Anthology (липень 2012)[23]
- «How Do You Feel», збірка Hex Appeal (червень 2012)[24]
- «Dorothy Dreams»[К 56], збірка Oz Reimagined: New Tales from the Emerald City and Beyond (лютий 2013)[25]